# Prélèvement d'eau

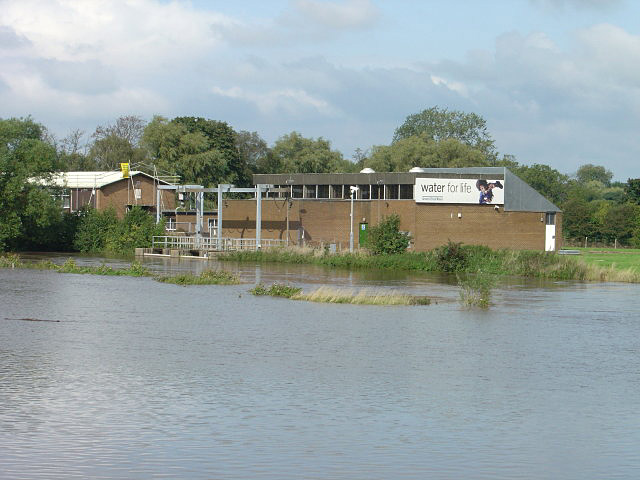
Une usine de prélèvement d'eau le long de la rivière Dove près d'Egginton.

Le prélèvement d'eau, peut être effectué par extraction des eaux souterraines, pompage des eaux de surface continentales (cours d'eau, plans d'eau) ou de transition (estuaire par exemple) que ce soit de façon temporaire ou permanente.  
Au niveau mondial, 19 % des prélèvements d’eau proviennent de l’industrie et 70 % des chaînes d’approvisionnement agricoles.
En fonction de la législation sur l'environnement dans le pays concerné, des limites et des contrôles peuvent être mis en place sur le pompage afin de limiter la quantité d'eau qui peut être prélevée. La surexploitation peut conduire à l'assèchement des rivières ou des nappes phréatiques dont le niveau est bas.
L'hydrogéologie permet d'évaluer les niveaux de prélèvement admissibles.

## En France
Les plus grands prélèvements d'eau en France sont faits pour les usages suivants : la production d'énergie (+ de 905 milliards de m3 d'eau prélevés en 2014 dont 96% d'eau turbinée pour les barrages et restitués à 99% au milieu) , l'alimentation des canaux (+ de 5.6 milliards m3) , l'eau potable (+ de 5.3 milliards m3), l'industrie (+ de 2.4 milliards m3) et l'irrigation (+ de 2.1 milliards m3). 
Les données des prélèvements en eau sont disponibles pour la France métropolitaine et les départements d'outre mer (Guadeloupe, Guyane, Martinique, Mayotte, La Réunion) sur le site de la banque nationale des prélèvements en eau (BNPE).